# Z.O.E 2173 TESTAMENT
『Z.O.E 2173 TESTAMENT』（ゾーン・オブ・エンダーズ 2173 テスタメント）は2001年9月27日に発売されたゲームボーイアドバンス用シミュレーションロールプレイングゲーム。海外版のタイトルは『Zone of the Enders: The Fist of Mars』。

## 概要
火星と地球を往復する移民船で働いていた主人公ケイジ・ミッドウェルが、船の格納庫で出会った少女ミオナ・オルデランや謎の機体テスタメントと共に火星に降り立ち、反地球レジスタンス組織BISの一員として行動する外伝作品。
時系列は『Z.O.E』の1年後、『ANUBIS』の1年前にあたり、タイトル通り両作の間となる2173年の出来事を描く。シリーズ他媒体作品のキャラクターもゲストで登場し、一作目に登場した情報端末「ローカルサーバー」も登場した。ストーリー分岐により二つあるエンディングのどちらかを迎える。オプションとしてメカニック・キャラクター図鑑、基本用語ファイルを備えている（キャラクター図鑑は本編ではあまり詳しく語られない設定が多く記載されている物もある）。
開発は小島組ではなくウィンキーソフト。シナリオは『スーパーロボット大戦F完結編』に携わったスタッフが担当している。

## ゲームシステム
シリーズ本編はアクションゲームだが、本作はウィンキーソフトが過去に制作を担当していたスーパーロボット大戦シリーズと共通性があるウォー・シミュレーションゲームであり、資金を使った機体と武器の改造もある。
戦闘時に機体のパラメータを、攻撃は威力と命中率、防御は防御量と回避率のどちらを重視するか調整する事も出来、戦闘時にIAS(後述)を選択した場合は、命中率と回避率がカーソルの速度や大きさ、機体速度に影響される。
本作はIAS（インタラクティブ・アクション・システム）というプレイヤーが介入する戦闘方法が存在し、アクションゲームのようにプレイヤーが能動的に攻撃（クリティカルヒット）や回避を行うことができる。プレイヤー側が攻撃の場合は、動き回る敵にターゲットカーソルを合わせてボタンを押す事により、攻撃を成功させる。逆に敵が攻撃してきた場合は、敵のターゲットカーソルから逃げ回るように機体を動かし、攻撃が当たらないように回避する。攻撃・回避ともにカーソルや機体のグラフィック内にはクリティカルポイントがあり、これをカーソルの中心で捉える（捉えられる）とクリティカルヒットとなる。IASをオフにすることも可能で、その場合は通常のシミュレーションゲーム型の戦闘方法（確率による行動の成否）となる。
一部のMAP中にはローカルサーバーがあり、サーバーにユニットを置く事で、ステージクリア後にOFの武器、特殊機能が追加される。

## ストーリー
2167年のダイモス事件、2172年のアンティリア介入と軌道エレベーター倒壊危機。バフラムとそのオービタルフレームが起こした数々の事件は地球圏を震撼させ、宇宙は大きく揺れ動いていた。そして2173年。様々な思惑が交錯する「エンダーの領域（ZONE OF THE ENDERS）」にまた1隻の移民船が降り立とうとしていた。
17歳の少年ケイジ・ミッドウエルは、親友のアレスと共に移民船ボナパルトIII号で働いていた。立ち入り禁止の格納庫に入り込んだ少女を追い掛けるうちにLEVと思しき謎の機体「テスタメント」を発見する。直後、ボナパルトIII号は黒い機体の攻撃を受けて撃沈。少女ミオナ・オルデランと共にテスタメントに乗り込み、命からがら脱出したケイジだったが、黒い機体に襲われて絶体絶命の危機に陥る。しかしミオナを守るという意志で奮起し、黒い機体を撃退するもそのまま火星へと不時着してしまう。「軍の新兵器強奪犯」に仕立て上げられたケイジは逮捕され、再び窮地に立たされるも、その彼を救ったのは死んだと思われた親友アレスと、地球側の圧制に対抗する火星のレジスタンス「BIS」だった。
BISの面々と行動を共にするようになったケイジとミオナは激化していく火星と地球の戦争に巻き込まれ、数々の謎に翻弄されるうちにケイジは自らの戦う意味を見出していく。

## 登場人物

### 主要人物
ケイジ・ミッドウエル
温厚で優しい少年。17歳、血液型O型。アレスと共に移民船ボナパルトIII号で働いていたところ今回の事件に巻き込まれ、LEVに偽装していたオービタルフレーム「テスタメント」の搭乗者となる。移民船で生まれ、移民船で育った“宇宙生まれ”であり、「ミッドウェル」という姓は彼が生まれた移民船の船名に由来する。
ミオナ・オルデラン
ボナパルト号の格納庫に隠れていた謎の少女。17歳、血液型A型。“黒い機体”との接触事故以降、ケイジ達と行動を共にする。事故の際、記憶を失った。テスタメントと何らかの関係がある。
アレス・エンドゥーワ
17歳、血液型AB型。ケイジと同じ地球火星間を結ぶ移民船“ボナパルトIII”号で働いていた少年。何事もそつ無くこなす天才肌。後にケイジらと共にBISに参加し「ヴィジャヤ」の搭乗者となる。
ファースティ
テスタメントに搭載されているナビゲートプログラム。同じプログラムであるエイダと比べて、質問に対する物分かりはよく、多少は人の思考に近い考え方、話し方をする。冗談を交えたりなど、変わったそぶりを見せることもある。偽装中はカタカナとひらがなを逆にしたコンピュータらしい発音で会話していたが、テスタメントが本来の姿に戻ったとき普通の発音にもどった。

### BISの関係者
デクスン・ガイズ
「エッジ」搭乗者の男性。42歳、血液型O型。BISのリーダー的存在であり、元UNSF軍人。軍人としてエンダーを虐げてきた事への自責の念から組織を設立した。
ラズマ・カスケイドJr.
「ドライツェン」搭乗者の男性。19歳、血液型A型。ノリが軽いBISのムードメーカー兼トラブルメーカー。女好きでチャラチャラした印象を与えるが、根は真面目で一途。
シミルとは幼馴染で付き合いが長く、彼女の心内を察している。
シミル・シャンブロウ
「カリブルヌス」搭乗者の女性。16歳、血液型O型。関西弁で会話し、ラズマ相手にボケとツッコミを使いこなす。
孤児院で育った過去があり、その孤児院とそこで育てられている子供たちを大切に思っている。
ウォーレン・ルーメンルクス
「デュランダルII」搭乗者のサングラスをかけた寡黙な男。33歳、血液型O型。BISに入る以前は傭兵だったが、その当時に起こした過ちから銃を捨て各地を放浪するうちにデクスンと出会い、BISに参加する。
メビュース・K・ライクラフト
「オルクリスト」搭乗者の女性。26歳、血液型B型。常に微笑を絶やさないが、性格は強気で、ラズマからは姉御と呼ばれる。しかし、その笑顔の裏には悲しい過去を秘めている。
タダミチ・E・ユキトウ
「ジャスティーン」搭乗者の男性。24歳、血液型AB型。20世紀後半から21世紀初頭くらいのアニメやB級映画などのサブカルチャーに詳しいオタク青年で、それらを引用したマニアックな例えや突拍子もない話をする癖がある。
ファーストネームではなくファミリーネームである「ユキトウ」で呼ばれることを好む。
フィルブライツ・ウェストリバーサイド・ウェアハウスロック26世
「ブレイド」搭乗者の男性。17歳、血液型AB型。愛称はフィル。長い髪に色白の肌、高い声と女性的な容姿をしている。異様に長い本名は、彼の父が「長い名前には幸せが宿る」という思いを込めて付けたもの。
ミオナに想いを寄せており、その事からケイジに憎悪が混じった嫉妬を抱く。
ロビン・オコンネル
BISの活動資金や必要な物質を提供している女性。レジスタンスをバックアップするロビン財団の設立者。
ツィード・グレイ
ロビンの秘書を務める男性。作戦経路の素早い作成や工作潜入活動なども得意。

### UNSFの関係者
フレイザー
治安維持部隊将校。過去は、ティムと呼ばれていた。
ナディア・キャンディッド
アセモスの一員。ボロゾフに想いを寄せている。
ボロゾフ・ヴェラスゴー
アセモスの一員。階級は少佐。冷酷かつ残虐非道な性格で、自分より下のものを下等な生き物と罵る。特に、マーシャン（火星出身者）を嫌う。
ネッド・ノアヒム
UNSFの戦闘隊長の一人。作戦行動として卑劣なやり方を好む。
アマンテ・フールレア
子供っぽく甘い口調で話す女性。自身の持つ天性で入隊時から優秀な成績を収めている。しかしその正体はバフラムの工作員であり、今回の事件の裏で暗躍していた。エンディングではノウマンを本名の「リドリー」と呼んで連絡を取っており、やがて来る決戦の時を示唆するも当人は以後登場しない。
デジール・ゼフィルス
UNSFの幹部。ライアンコーポレーションと共にアニムスと呼ばれるオービタルフレームを開発している。

## 登場兵器
- オービタルフレーム
  - テスタメント
  - ヴィジャヤ
  - イブリース
  - デュランダルII
  - オルクリスト
- LEV
  - ドライツェン
  - カリブルヌス
  - ジャスティーン
  - バイザック
- その他の兵器
  - ブレイド
フィルが搭乗する装甲車。ビームキャノンとリペア機能を搭載。
  - エッジ
デクスンの搭乗する戦車。155ミリキャノン砲を武器とする。サプライ（補給）機能を搭載。

## 作中用語
BIS
火星で活動する反地球レジスタンス組織。組織名は宇宙生まれ(Bone In Space)の略字。UNSF側の情報操作によりテロリストと陥れられつつある状況にある。
UNSF
連合宇宙軍の通称。
アセモス
UNSF特務部隊の名称。
ライアンコーポレーション
NUTに次ぐ業績を持つ企業だが、その差は大きく開いている。
アニムス
ゼフィルスがライアンコーポレーションと共に開発したオービタルフレームの名称で、テスタメントの事。

## 評価
Metacriticの集計は71/100。ファミ通のクロスレビューでは28点（満40点）だった。IGNは戦闘エンジンや戦略要素を魅力としながらも一回の戦闘が長引きやすい事や、過剰とも言えるテキスト量と、それに反して簡素で分かりにくい会話画面を批判し、「ゲームの本質を覆い隠すような余計な演出が多すぎて、バランスが取れていない」と述べた。

## 関連商品
- Z.O.E 2173 TESTAMENT　公式完全ガイドブック（2001年10月5日 / 双葉社）